# Tomás Calvo Buezas
Tomás Calvo Buezas (Tornavacas, 15 de abril de 1936) es un sociólogo, antropólogo y profesor universitario español, catedrático emérito de Antropología Social en la Facultad de Ciencias Políticas y Sociología de la Universidad Complutense de Madrid y presidente fundador del Centro de Estudios sobre Migraciones y Racismo (CEMIRA) de la Universidad Complutense de Madrid.
Desde finales de los setenta y principios de los ochenta se centra en la investigación relacionada con la inmigración y el racismo, las minorías étnicas y los prejuicios racistas. Estudia estos temas desde la perspectiva de la educación intercultural por medio de un acercamiento interdisciplinar que abarca los problemas sociales interétnicos con el objetivo de prever y resolver los posibles conflictos derivados del hecho migratorio y de los prejuicios de la sociedad receptora. Estos procesos que provienen de la globalización de la economía y de la reestructuración política de algunos países, configuran una sociedad cada vez más pluricultural y 
pluriétnica. 

## Biografía
Natural de Tornavacas (Cáceres), donde nació el 15 de abril de 1936, Tomás Calvo Buezas se licenció en Ciencias Sociales por la Universidad Pontificia de Salamanca (España) y se doctoró en Ciencias Políticas y Sociología en la Universidad Complutense de Madrid. Posee el Master in Social Science por la Universidad de California y ha realizado los cursos de Doctorado en Antropología en la Universidad de Nueva York.
Ejerció como profesor en Colombia, Venezuela y México (1963-1968) y, posteriormente, fue director de Centros Hispanos en California y Nueva York (1973-77). También fue el impulsor y primer secretario general de la Comisión Interministerial para el Pueblo Gitano, cargo que ocupó de 1979 a 1983.
Entre 1985 y 1988 realizó una amplia investigación acerca de los estereotipos y la discriminación hacia minorías como el pueblo gitano en España, centrada en el análisis de libros de texto y cuestionarios a profesores y alumnos. Dicho estudio de campo, pionero en España y el cual culminó con la publicación de una trilogía acerca del racismo en España, fue galardonado por el Colegio Nacional de Doctores y Licenciados en Ciencias Políticas y Sociología y por el Ministerio de Asuntos Sociales en 1988.
Ha sido presidente de la Federación Internacional de Estudios sobre América Latina y el Caribe (FIEALC) entre 1991 y 1993, y representante de España en la Comisión Europea de la lucha contra el Racismo del Consejo de Europa de 1996 a 2002. Así mismo, ha impartido seminarios y conferencias en Iberoamérica, así como en California, Francia, Grecia, Bélgica, Israel, China, Dinamarca, Suecia y otros países europeos.

## El Centro de Estudios sobre Migraciones y Racismo (CEMIRA) de la Universidad Complutense de Madrid
El CEMIRA, fundado por Calvo Buezas, actúa en la línea de las Ciencias Sociales aplicadas. Su objetivo es aportar soluciones a la sociedad por lo que está encuadrado en la Oficina de Transferencia de Resultados de Investigación de la Universidad Complutense de Madrid. Es un centro adscrito a la Universidad Complutense a través de su Departamento de Antropología Social de la Facultad de Ciencias Políticas y Sociología y es el resultado institucional de una larga etapa de investigaciones, seminarios, tesis doctorales, estudios y actividades desarrollados por ese departamento.

## Distinciones
- V Premio Nacional de Investigación sobre Bienestar Social (1988)[2]
- Premio “HIDALGO” con Günter Grass (1992)[10]
- Premio “Culturas de Extremadura” (2000)[7]
- Medalla de Extremadura (2013)[11]

## Libros
- Los más pobres en el país más rico: clase, raza y etnia en el movimiento campesino chicano (1981)
- Los racistas son los otros. Gitanos, minorías y Derechos Humanos en los textos escolares (1989)[2]
- Muchas Américas: Política, Sociedad y Cultura en América Latina (1990)
- Los indios cunas: la lucha por la tierra y la identidad (1990)
- ¿España racista? Voces payas sobre los gitanos (1990)[2]
- El racismo que viene. Otros pueblos y otras culturas vistos por profesores y alumnos (1990)[2]
- El crimen racista de Aravaca (1993)
- Culturas Hispanas en los Estados Unidos (en coedición) (1990)
- Crece el racismo, también la solidaridad: los valores de los jóvenes en el siglo XXI (1995)
- Valores en los jóvenes españoles, portugueses y latinoamericanos (1997)
- Racismo y solidaridad de españoles, portugueses y latinoamericanos (1997)
- La patria común iberoamericana, amores y desamores entre hermanos (1998)
- Inmigración y racismo, así sienten los jóvenes del siglo XXI (2000).
- Inmigración y Universidad. Prejuicios racistas y valores solidarios (2001)
- La escuela ante la inmigración y el racismo. Orientaciones de educación intercultural (2003)
- Hispanos en Estados Unidos, Inmigrantes en España: ¿Amenaza o nueva civilización? (2006)
- El gigante dormido: El poder Hispano en los Estados Unidos (2006)
- Antropología: Teorías de la Cultura, Métodos y Técnicas (2006)
- Musulmanes y cristianos conviviendo juntos (2010)
- Inmigrantes en EE. UU. y en España: protagonistas en el siglo XXI (2010)

## Artículos de Monografías Colectivas
- "Constitución, gitanos, inmigrantes y la lucha contra el racismo". En: La Constitución Española de 1978 en su XXV aniversario / coord. por Manuel Balado Ruiz-Gallego, José Antonio García Regueiro, 2003, ISBN 84-7676-280-1, págs. 749-754

- "Europa ante la diversidad: un reto para el siglo XXI". En: Humanismo para el siglo XXI: propuestas para el Congreso Internacional "Humanismo para el siglo XXI" / coord. por María Luisa Amigo Fernández de Arroyabe, 2003, ISBN 84-7485-864-X, págs. 407-410

- "Inmigración y multiculturalismo: ¿gangrena de la sociedad o enriquecimiento mutuo?". En: Emigración e integración cultural / coord. por Ángel B. Espina Barrio, 2003, ISBN 84-7800-710-5, págs. 29-52

- "Los valores de los adolescentes españoles". En: La sociedad educadora, 2000, págs. 19-34

- "La integración cultural de Iberoamérica en un mundo globalizado". En: Una solución a la crisis latinoamericana actual: integración, educación y desarrollo / coord. por Javier Beltrán de Heredia Ceraín, 2000, ISBN 84-7485-716-3, págs. 47-60

- "Los Derechos Humanos y la lucha contra el racismo". En: La declaración universal de los derechos humanos en su 50 aniversario / coord. por Manuel Balado Ruiz-Gallego, José Antonio García Regueiro, María José de la Fuente de la Calle, 1998, ISBN 84-7676-483-9, págs. 261-268

- "La educación intercultural en una sociedad pluriétnica". En: Volver a pensar la educación: (Congreso Internacional de Didáctica) / coord. por Pablo Manzano Bernárdez, Vol. 1, 1995, ISBN 84-7112-403-3, págs. 254-267

- "La Antropología de América, quinientos años después". En: Antropología sin fronteras: ensayos en honor a Carmelo Lisón / coord. por Ricardo Sanmartín Arce, 1994, ISBN 84-7476-196-4, págs. 295-312

- "Situación cross-cultural y minorías étnicas". En: I Jornadas de Estudios Socio-Económicos de las Comunidades Autónomas: [Sevilla del 16 al 19 de abril de 1980], Vol. 3, 1981 (Sociocultura y educación), ISBN 84-7405-199-1, págs. 109-118

- "Explosión de identidades en España: perspectiva antropológica". En: I Jornadas de Estudios Socio-Económicos de las Comunidades Autónomas: [Sevilla del 16 al 19 de abril de 1980], Vol. 3, 1981 (Sociocultura y educación), ISBN 84-7405-199-1, págs. 13-28